# Fie Woller
Fie Woller (Herning község, 1992. szeptember 17. –) világbajnoki bronzérmés dán válogatott kézilabdázó, balszélső, az élvonalban szereplő København Håndbold játékosa.

## Pályafutása
Woller 2009-ben kezdett el kézilabdázni a szintén Midtjylland régióban lévő, Ikasti csapatánál. 7 szezont követően a németországi SG BBM Bietigheim csapatához írt alá. 2018-ban Woller még 2 évvel meghosszabbította szerződését a német csapattal. 2020-ban távozott a klubtól és Németországból is, és a francia Bourg-de-Péage Drôme Handball játékosa lett.
A dán válogatottban először 2011-ben mutatkozott be, részt vett a 2013-as világbajnokságon, ahol bronzérmes lett a csapat. Eddig 60-szor hívták be a válogatottba (mert sokszor csak tartalék volt) és az ottani meccseken összesen 111 gólt ért el.